# Forêt domaniale de Lyons
 (février 2024).
Si vous disposez d'ouvrages ou d'articles de référence ou si vous connaissez des sites web de qualité traitant du thème abordé ici, merci de compléter l'article en donnant les références utiles à sa vérifiabilité et en les liant à la section « Notes et références ».
Pour les articles homonymes, voir Lyons.

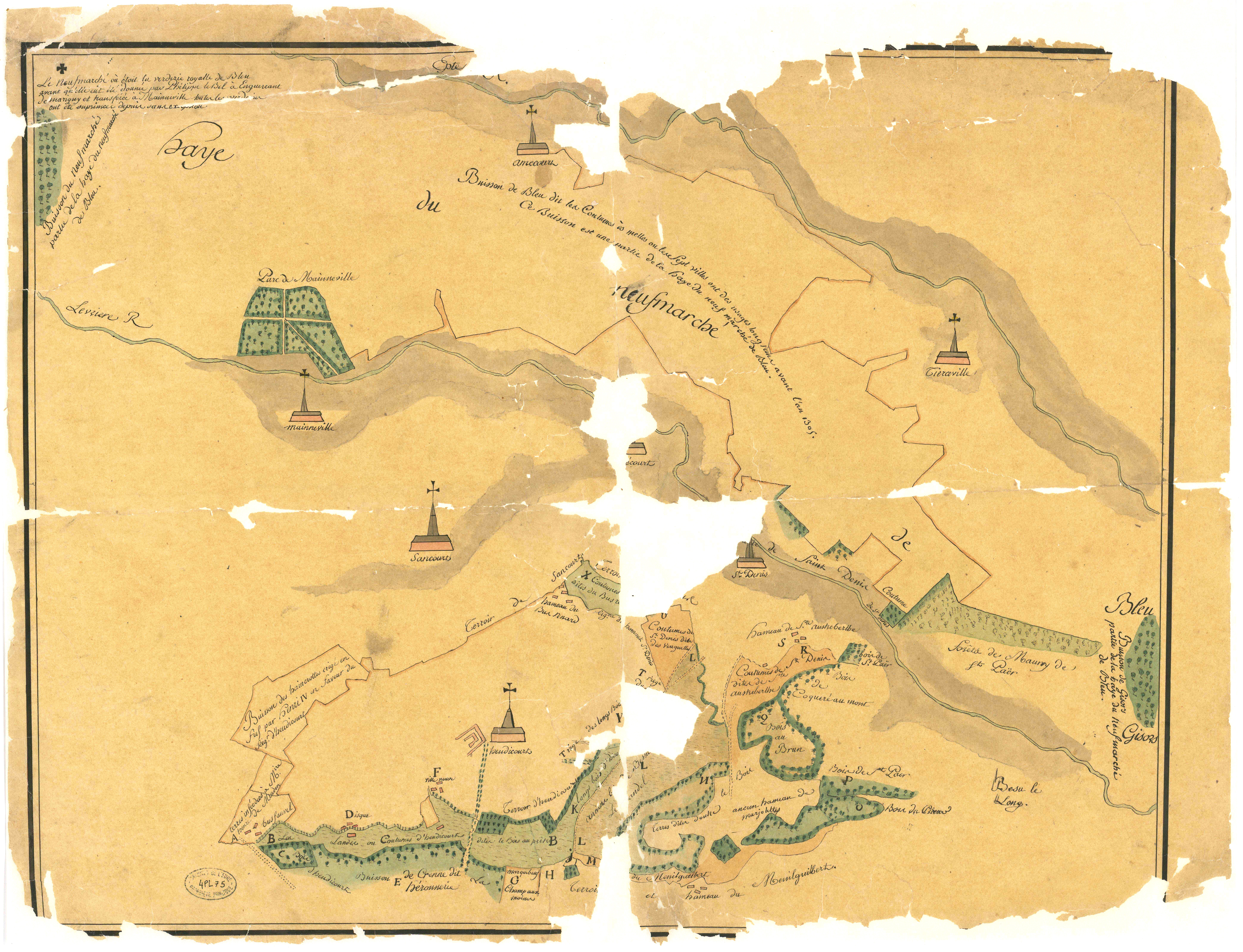
Plan légendé de la partie de la forêt de Lyons comprenant les 7 villes de Bleu. Archives départementales de l'Eure. Cote : 4 PL 75.

La forêt domaniale de Lyons est une des plus vastes hêtraies normandes, aux environs de Lyons-la-Forêt. Elle s'étend sur environ 10 700 hectares sur le nord-est du département de l'Eure et le sud-est de la Seine-Maritime.

## Localisation
Elle s'étendait pratiquement jusqu'à Gisors et incluait les sept villes de Bleu et la forêt de Bleu qui en a longtemps constitué une dépendance. Aujourd'hui, elle s'étend sur un espace délimité par les villages de Vascœuil à l'ouest, Lisors au sud, Neuf-Marché à l'est et Beauvoir-en-Lyons au nord.

## Patrimoine naturel
La forêt de Lyons est en zone naturelle d'intérêt écologique, faunistique et floristique.

## Histoire

### Antiquité
Au début du Ier siècle, l’occupation romaine conduit à l’édification d’habitat.

### Époque médiévale
Au XIIe siècle se met en place une prévôté et une abbaye cistercienne.
Au XIIIe siècle se met en place une châtellenie dépendant du bailliage de Gisors.

### Époque moderne
Avant 1789 quatre verreries étaient installées à proximité immédiate : aux Rouhieux, au Landel, à la Haye, à Neufmarché. Celle du Landel a seule subsisté après la Révolution jusqu'aux environs de 1880.
La forêt est domaine royal jusqu’en 1790.

### Époque contemporaine
L'Administration Forestière entreprit et réalisa la construction d'un important réseau de routes forestières. Leur longueur en 1852 était de 3Q,300 km; en 1880, soit moins de 30 ans après, ce réseau était porté à 107 km de routes empierrées, plus 38 km de routes en terrain naturel.
En 2012 a lieu dans cette forêt une affaire criminelle où un lycéen nommé Alexandre Castaldo est abattu par ses camarades de lycée.

## Une région verrière
L'importance de la forêt de Lyons a permis de développer pendant des siècles des industries, dont le bois faisait partie de la matière première essentielle. C’est le cas pour les fours à chaux, poteries, briqueteries, verreries…
Par les fouilles réalisées par l'abbé Cochet, il est possible de dire que les nombreux objets de verrerie usuelle, tirés du sol et des tombeaux, sont sortis de fours établis en Normandie à l'époque romaine.
L’activité verrière a été particulièrement intense dans la forêt de Lyons du XIVe siècle jusqu'à la fin du XIXe siècle. 70 verreries s'installent en Normandie entre 1300 et 1789. Le premier site d'activité attesté est celui de la Fontaine du Houx à Bézu-la-Forêt, qui se déplace ensuite à La Haye, sur la même commune et fonctionne jusqu'en 1805. Un compte rendu au roi Philippe le Bel, daté de 1302, y fait référence. Elle était alors propriété du domaine royal, tout comme le château de la Fontaine-du-Houx dont elle dépendait.
Philippe de Cacqueray avait reçu de Philippe le Bel le privilège, plus tard étendu aux « Quatre Familles Verrières » de l'exclusivité de la fabrication du « Plast de Verre ».
Quelques autres verreries :
- Les Routhieux (Beauvoir-en-Lyons) : 1345-1808 ;
- Le Landel (Bézancourt) : 1616-1886 ;
- Martagny : 1436-fin XVIIe siècle ;
- La Croix (Beauvoir-en-Lyons) : 1497-1634 ;
- Le Bos (Neuf-Marché) : 1687-1788 ;
- La Saussaye (Montroty) : début XVIIe siècle.

Il existait à la veille de la Révolution vingt-cinq verreries en Normandie. Après 1789, seules treize d'entre elles poursuivent, tant bien que mal, leur activité.
Une verrerie ne restait pas toujours au même lieu, car le bois et les fougères autour du lieu de production ne suffisaient plus après plusieurs années de travail à alimenter les feux pour la réalisation du verre. Le verrier demandait alors l'autorisation pour changer d'emplacement.
Trois éléments sont nécessaires à la fabrication du verre : un élément vitrifiant, un élément fondant, un élément stabilisant. Le bois sous forme de cendre, dans la forêt de Lyons du hêtre, la fougère et plus tard la soude de varech servent de fondant. Le sable provenant de la région de Forges-les-Eaux sert de vitrifiant. Le stabilisant se trouve être de la chaux, afin de rendre le verre insoluble dans l'eau.
En 1685, « la plupart du verre de France se fait en Normandie dans la forest de Lions… »[réf. nécessaire]
Les familles verrières
Les verriers étaient obligatoirement des nobles et ils devaient obtenir des lettres-patentes royales. Quelques familles ont dominé cette activité : les Vaillant, les Bongars, les Cacqueray, les Brossard, les de Bouju.
Les familles Vaillant, Cacqueray, Brossard et Bongars avaient le privilège de fabriquer le verre à vitre. Ils devaient fournir les vitriers de Paris et Rouen, mais en 1711, après le développement de l'activité sur Paris, il leur a été interdit sous peine d'amende.
Seuls les gentilshommes verriers pouvaient souffler le verre. Ces familles, obligées de garder le secret de fabrication du verre entre eux étaient interdits de travailler à l'étranger. Des alliances se sont créées, par le jeu des mariages et de l'héritage, au point que ces grandes familles verrières sont toutes liées. La seule famille locale, les Bouju, maintient son activité jusqu'au XVIe siècle.